# Danh sách di sản thế giới tại Maroc
Ủy ban Di sản thế giới của UNESCO (UNESCO) là nơi có tầm quan trọng đến Di sản văn hóa và tự nhiên được mô tả trong Công ước Di sản thế giới của UNESCO, được hình thành vào năm 1972. Vương quốc Maroc phê chuẩn Công ước vào ngày 28 tháng 10 năm 1975, giúp các di tích của quốc gia này đủ điều kiện để đưa vào danh sách Di sản thế giới của UNESCO. Tính đến năm 2017, có 9 địa điểm ở Maroc, tất cả đều mang giá trị văn hóa.
Di sản đầu tiên được công nhận là Medina của Fez, đã được ghi vào danh sách tại kỳ họp thứ năm của Ủy ban Di sản thế giới diễn ra tại Paris, Pháp năm 1981. Trong khi đó, Rabat, Thủ đô hiện đại và thành phố lịch sử: Di sản Chia sẻ là Di sản mới nhất được công nhận khi được thêm vào danh sách vào năm 2012.
Ngoài các Di sản thế giới, Maroc cũng duy trì một số lượng các Di sản dự kiến xét được công nhận trong tương lai.

## Danh sách
Di sản; được đặt tên theo tên chính thức của Uỷ ban Di sản thế giới
Vị trí; thành phố, tỉnh và tọa độ
Tiêu chuẩn; theo Quy định của Ủy ban Di sản thế giới
Diện tích; đơn vị hecta và mẫu Anh. Có thêm về khu vực vùng đệm nếu có. Không có nghĩa là không có dữ liệu nào liên quan của UNESCO công bố.
Năm công nhận; năm chính thức được công nhận là Di sản thế giới.
Mô tả; thông tin ngắn gọn về địa danh, bao gồm lý do nó được công nhận hay nguyên nhân nó bị đưa vào danh sách di sản bị đe dọa nếu có.
| Di sản                                                               | Hình ảnh | Vị trí                                                               | Tiêu chuẩn                 | Diện tích ha (mẫu Anh) | Năm công nhận | Mô tả |
| -------------------------------------------------------------------- | -------- | -------------------------------------------------------------------- | -------------------------- | ---------------------- | ------------- | --- |
| Địa điểm khảo cổ Volubilis                                           |          | Fès-Meknès 34°04′26″B 5°33′25″T / 34,07389°B 5,55694°T               | Văn hóa: (ii)(iii)(iv)(vi) | 42 (100)               | 1997          | Tiền đồn quan trọng của người La Mã ở Volubilis được thành lập vào thế kỷ 3 TCN là thủ đô Mauretania, sau đó trở thành thủ đô của triều đại Idrisid. Nó chứa nhiều tòa nhà bao gồm nhà thờ, đền thờ là phần còn lại của thành phố La Mã cổ đại tồn tại nguyên vẹn cho đến khi nó bị phá hủy bởi một trận động đất vào thế kỷ 18. |
| Thành phố lịch sử Meknes                                             |          | Fès-Meknès 33°53′0″B 5°33′30″T / 33,88333°B 5,55833°T                | Văn hóa: (iv)              | —                      | 1996          | Nó là cố đô của triều đại Alaouite ra đời vào thế kỷ 11 bởi Almoravid và trở thành thành phố chịu ảnh hưởng bởi những người Tây Ban Nha-Moor trong thế kỷ 17 và 18. |
| Ksar của Ait-Ben-Haddou                                              |          | Drâa-Tafilalet 31°02′50″B 7°07′44″T / 31,04722°B 7,12889°T           | Văn hóa: (iv)(v)           | 3 (7,4)                | 1987          | Ksar của Ait-Ben-Haddou là một ví dụ về một môi trường sống tiền Sahara truyền thống ở miền nam nước Maroc, bao quanh bởi các bức tường cao và được gia cố bằng các tháp ở góc. |
| Medina của Essaouira (Mogador)                                       |          | Marrakesh-Safi 31°31′0″B 9°46′10″T / 31,51667°B 9,76944°T            | Văn hóa: (ii)(iv)          | 30 (74)                | 2001          | Được xây dựng vào cuối thế kỷ 18, cảng biển của Essaouira có sự kết hợp giữa kiến trúc châu Âu và Bắc Phi, và là trung tâm thương mại chính giữa Sahara và châu Âu. |
| Medina của Fez                                                       |          | Fès-Meknès 34°03′40″B 4°58′40″T / 34,06111°B 4,97778°T               | Văn hóa: (ii)(v)           | 280 (690)              | 1981          | Fez được thành lập vào thế kỷ 9 và đạt được đỉnh cao của nó như là thủ đô của triều đại Marinid trong thế kỷ 13 và 14. Tại đây cũng có trường đại học lâu đời nhất thế giới, Đại học Al Quaraouiyine. |
| Medina của Marrakesh                                                 |          | Marrakesh-Safi 31°37′53″B 7°59′12″T / 31,63139°B 7,98667°T           | Văn hóa: (i)(ii)(iv)(v)    | 1.107 (2.740)          | 1985          | Marrakesh được thành lập vào những năm 1070 và vẫn là một trung tâm chính trị, kinh tế và văn hoá trong một thời gian dài. Các di tích từ thời kỳ đó bao gồm Nhà thờ Hồi giáo Koutoubia, Kasbah Marrakesh, hay cung điện El Badi và Madrasa.                                                                                     |
| Medina của Tétouan (Titawin)                                         |          | Tanger-Tetouan-Al Hoceima 35°34′15″B 5°22′0″T / 35,57083°B 5,36667°T | Văn hóa: (ii)(iv)(v)       | 7 (17)                 | 1997          | Medina hoàn thiện nhất của Maroc la ở Tétouan, khi nơi đây là điểm tiếp xúc chính giữa Maroc và Andalusia trong thế kỷ thứ 8. Thị trấn đã được xây dựng lại bởi những người tị nạn Andalusia theo Reconquista, ảnh hưởng của nó trong nghệ thuật và kiến trúc là điều hiển nhiên.                                                |
| Thành phố Bồ Đào Nha Mazagan (El Jadida)                             |          | Casablanca-Settat 33°15′24″B 8°30′7″T / 33,25667°B 8,50194°T         | Văn hóa: (ii)(iv)          | 8 (20)                 | 2004          | Pháo đài của người Bồ Đào Nha ở Mazagan, giống như thiết kế quân sự thời Phục hưng từ đầu thế kỷ 16, đã bị Maroc chiếm giữ năm 1769. Các tòa nhà còn lại bao gồm bể chứa nước và nhà thờ Gothic. |
| Rabat, Thủ đô hiện đại và Thành phố lịch sử: một Di sản được chia sẻ |          | Rabat-Salé-Kénitra 34°01′27″B 6°49′22″T / 34,02417°B 6,82278°T       | Văn hóa: (ii)(iv)          | 349 (860)              | 2012          | Được xây dựng lại dưới sự chỉ đạo của người Pháp từ năm 1912 đến những năm 1930, Rabat kết hợp các tính năng lịch sử và hiện đại, như vườn thực vật, Nhà thờ Hồi giáo Hassan, Lăng mộ Mohammed V và tàn tích của các khu định cư người Moor và Andalusia từ thế kỷ 17.                                                           |

## Danh sách dự kiến
Ngoài các địa điểm ghi trong danh sách Di sản thế giới, các quốc gia thành viên có thể duy trì một danh sách các địa điểm dự kiến mà họ có thể xem xét để đề cử trong tương lai. Địa điểm đó chỉ được công nhận là Di sản thế giới nếu đã nằm trong danh sách di sản dự kiến. Tính đến hết năm 2017, Maroc đã có 13 di sản dự kiến:
1. Thị trấn Moulay Idriss Zerhoun
2. Taza và Đại Giáo đường Taza
3. Nhà thờ Hồi giáo Tinmel
4. Thành phố Lixus
5. El Gour
6. Hang động Taforalt
7. Công viên tự nhiên Talassemtane
8. Khu vực Dragonnier Ajgal
9. Đầm phá Khenifiss
10. Vườn quốc gia Dakhla
11. Ốc đảo Figuig
12. Casablanca, Thành phố thế kỷ 20, ngã tư ảnh hưởng
13. Hệ thống dẫn nước của Ốc đảo Tighmert, vùng tiền Sahara của Wad Noun